# Avraam Melnikov
Avraam Melnikov (în rusă Авраам Иванович Мельников; n. 30 iulie/10 august 1784, Oranienbaum, Gubernia Sankt Petersburg⁠(d), Imperiul Rus – d. 1/13 ianuarie 1854, Sankt Petersburg, Imperiul Rus]) a fost un arhitect neoclasic rus din perioada târzie a stilului Empire. Printre profesorii săi de la Academia Imperială de Arte⁠(en)[traduceți] a fost și arhitectul Andreian Zaharov⁠(en)[traduceți]. A absolvit instituția cu o medalie de aur și a plecat să-și continue studiile în Italia. Melnikov a devenit de facto decan al Academiei în 1831, dar nu a fost numit oficial decât în 1843.
Melnikov a colaborat cu sculptorul Ivan Martos asupra piedestalelor monumentului lui Minin și Pojarski din Piața Roșie și Ducelui de Richelieu în partea de sus a Scărilor Potemkin din Odesa. În afară de Școala Imperială de Jurisprudență, Biserica Sfântul Nicolae a „bătrânilor credincioși” (transformată ulterior în Muzeul Arctic și Antarctic) și Catedrala Mitropolitană din Chișinău, lucrări majore ale lui Melnikov se află de asemenea în Noua Rusie și în guberniile de pe Volga.
Catedrala Mântuitorului din Rîbinsk se bazează pe designul lui Melnikov care a câștigat concursul de arhitectură pentru Catedrala Sf. Isaac din Sankt Petersburg. De asemenea, Melnikov a câștigat concursul pentru Catedrala Hristos Mântuitorul din Moscova. Cu toate acestea, ultimul proiect nu a fost aprobat de împăratul Alexandru I. Succesorul său, Nicolae I, a preferat, de asemenea, proiectările ruso-bizantine ale lui Konstantin Thon în fața stilului neoclasic târziu susținut de Melnikov.

## Lucrări majore
- Muzeul Arctic și Antarctic, Sankt Petersburg
- Școala Imperială de Jurisprudență, Sankt Petersburg
- Scările Potemkin, Odesa
- Catedrala Mitropolitană, Chișinău
- Catedrala Schimbarea la Față, Bolgrad[3]
- Scuarul Semicircular, Odesa
- Catedrala Kazan, Iaroslavl
- Catedrala Mântuitorului, Rîbinsk
- Liceul Demidov, Iaroslavl
- Catedrala Sfântul Nicolae, Mtsensk
- Clopotnița catedralei din Iaroslavl

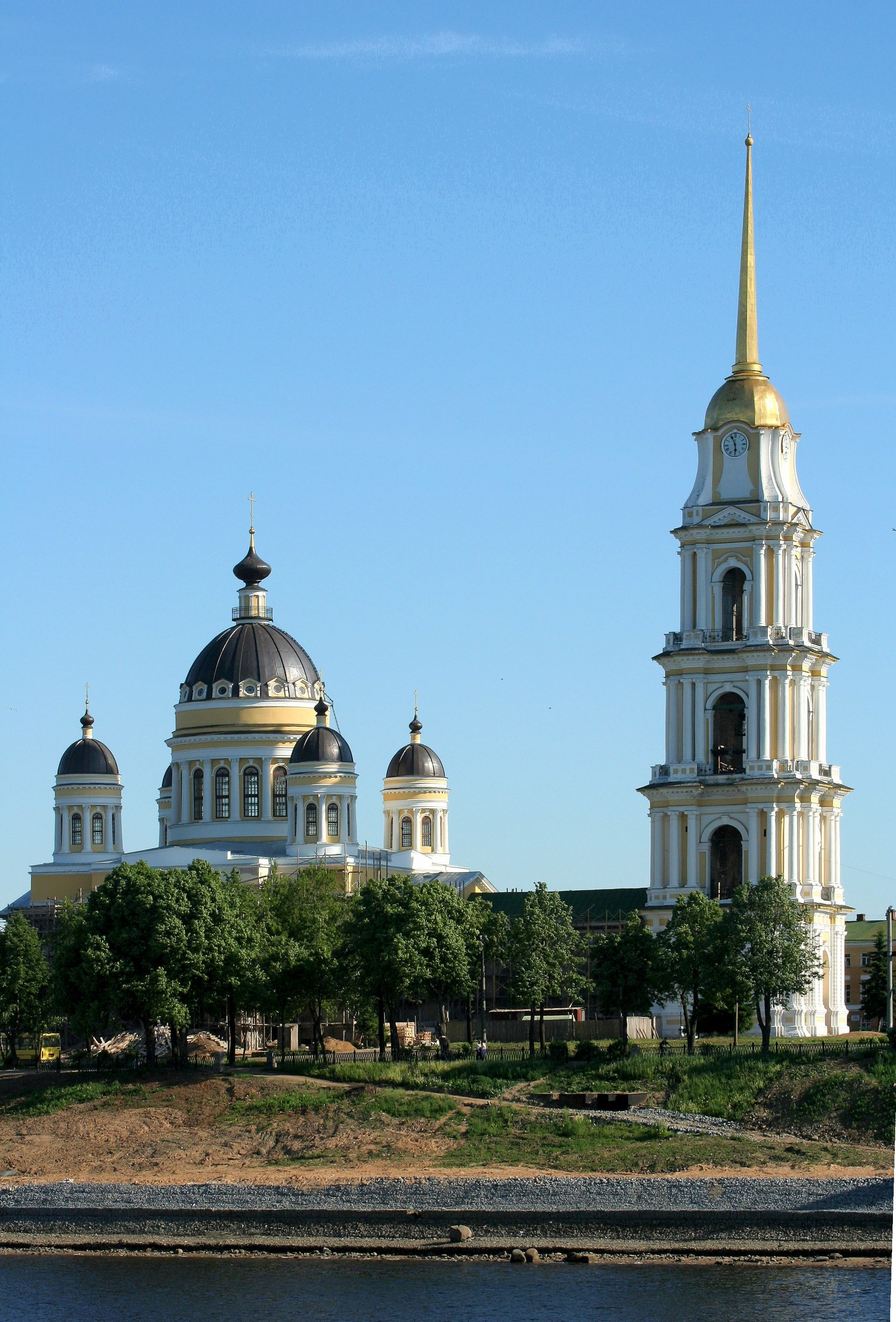
Catedrala Mântuitorului, Rîbinsk
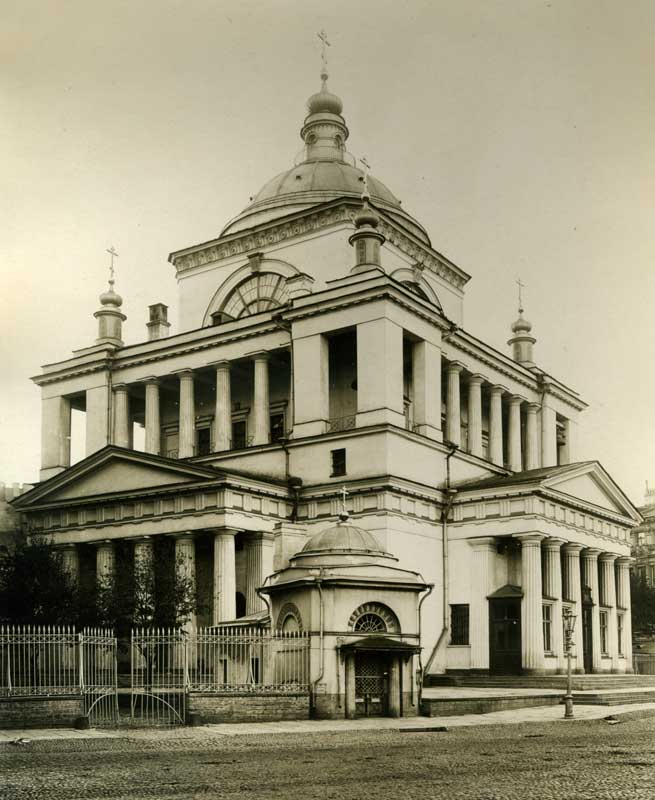
Biserica Credincioșilor de rit vechi Sf. Nicolae, Sankt Petersburg
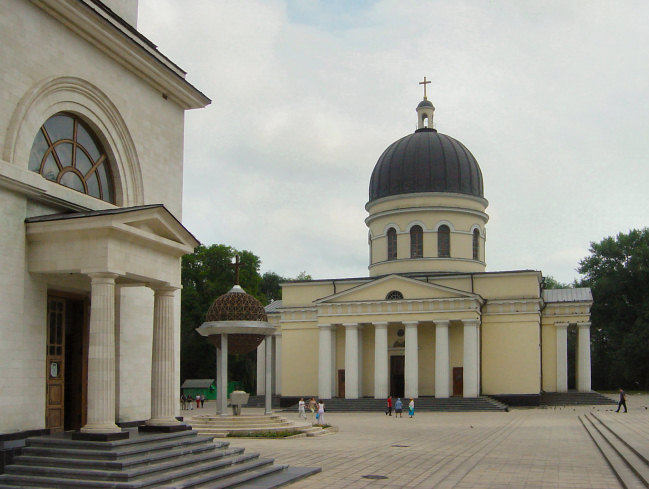
Catedrala Nașterii Domnului, Chișinău
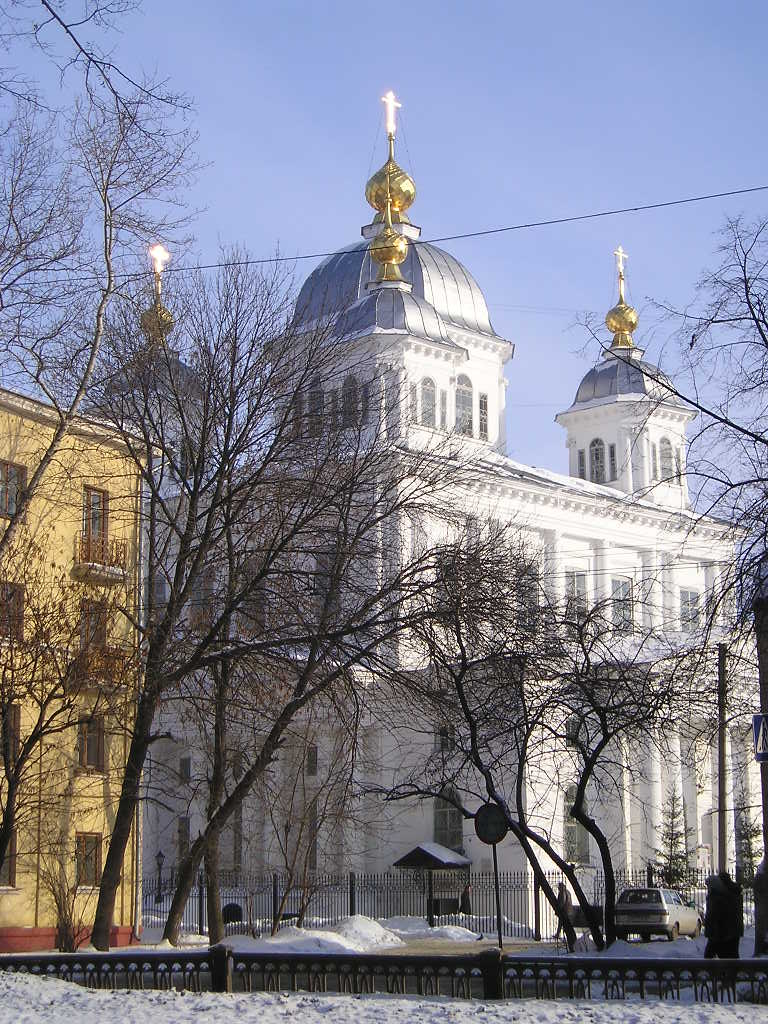
Catedrala Kazan, Iaroslavl
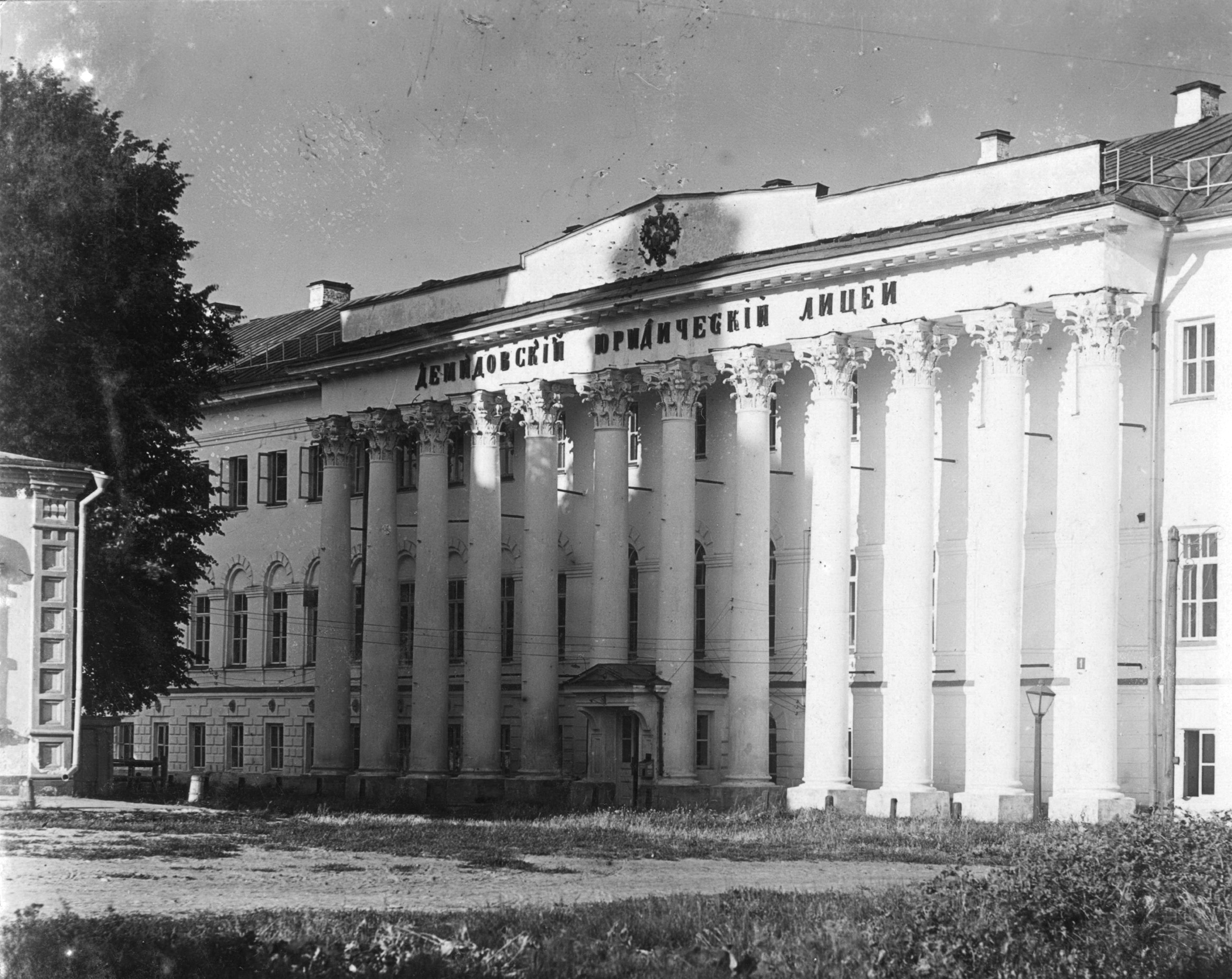
Liceul Demidov, Iaroslavl